# Maple Glen
Maple Glen é uma Região censo-designada localizada no estado norte-americano de Pensilvânia, no Condado de Montgomery.

## Demografia
Segundo o censo norte-americano de 2000, a sua população era de 7042 habitantes.

## Geografia
De acordo com o United States Census Bureau, o local tem uma área de 8,0 km², totalmente cobertos por terra.

## Localidades na vizinhança
O diagrama seguinte representa as localidades num raio de 8 km ao redor de Maple Glen.